# Metteniusaceae
Metteniusaceae, porodica vazdazelenog drveća smještena u vlastiti red Metteniusales. Postoji deset rodova čije vrste rastu po Južnoj i Srednjoj Americi (Kolumbija, Ekvador, Peru, Venezuela, Kostarika).
Porodica je dobila ime po rodu Metteniusa, a opisana je u Iconographia Familiarum Naturalium Regni Vegetabilis 2: ad. t. 142. 1860-1870., a red Metteniusales u Diversity and Classification of Flowering Plants 352. 1997. (24 Apr 1997)

## Opis
Metteniusaceae obuhvaćaju 11 rodova i oko 50 vrsta (Stull et al., 2015.; APG IV, 2016.). Postojeći članovi ove porodice rasprostranjeni su u tropskim i suptropskim regijama, s nekoliko rodova koji se pojavljuju u umjerenim zonama. U Meksiku su opisana 3 roda s 10 vrsta (Calatola Standl., Oecopetalum Greenm. & C.H.Thomps. i Ottoschulzia Urb.). Porodica se može pronaći posebno u očuvanim tropskim područjima središnjeg i jugoistočnog Meksika (Gutiérrez-Báez i Duno de Stéfano, 2014.). Za Calatolu, četiri vrste nalaze se uglavnom u tropskim i suptropskim područjima, kao i u područjima tropskih planinskih oblačnih šuma Jalisca, Hidalga, Pueble, Veracruza, Guerrera, Oaxace i Chiapasa (Hernández-Urban, 2017.).
Fosilni zapisi Metteniusaceae vrlo su rijetki (Del Rio i Franceschi, 2020.), predstavljeni samo s nekoliko zapisa, kao što je orašasto voće nalik Calatoli, nazvano “Calatoloides Berry” iz eocena u Teksasu (Berry, 1922.), šume slične Apodytes E.Mey. ex Arn. iz miocena Francuske (Grambast-Fessard, 1969), kao i listovi koji nalikuju Goweriji Wolfe iz eocena Aljaske i Hokkaida u Japanu (npr. Wolfe, 1977; Tanai, 1990). U Meksiku, jedina izvješća koja se odnose na Calatolu su peludna zrnca izvađena iz donjih miocenskih naslaga Chiapasa u Meksiku (Palacios-Chávez i Rzedowski, 1993.).

## Rodovi
1. Tribus Plateoideae G. W. Stull
  1. Platea Blume (8 spp.)
  2. Calatola Standl. (5 spp.)
2. Tribus Metteniusoideae G. W. Stull
  1. Metteniusa H. Karst. (7 spp.)
  2. Ottoschulzia Urb. (4 spp.)
  3. Oecopetalum Greenm. & C. H. Thomps. (2 spp.)
  4. Poraqueiba Aubl. (3 spp.)
  5. Pittosporopsis Craib (1 sp.)
  6. Emmotum Desv. (13 spp.)
3. Tribus Apodytoideae G. W. Stull
  1. Dendrobangia Rusby (2 spp.)
  2. Apodytes E. Mey. ex Bernh. (8 spp.)
  3. Rhaphiostylis Planch. ex Benth. (13 spp.)